# Parque Regional Botánico del Cantón Sucúa
El parque Botánico del cantón Sucúa es un parque regional de Ecuador. Tiene una área de 27.82 hectáreas de bosque primario y bosque en recuperación, lleva el nombre de Tindiuky Neida en honor a la planta más representativa del lugar comúnmente conocido como fibra. Cuenta con un sendero de 1200 m  que permite recorrer todos los puntos importantes del parque. La zona en donde se encuentra ubicado el parque pertenece a la zona de bosque húmedo tropical.
El parque Botánico es un proyecto que tiene como finalidad dar a conocer la gran variedad de especies vegetales del lugar y la conservación de las mismas.

## Ubicación
El Parque Botánico se encuentra situado en el sector el Kiim, al sur este de la ciudad de Sucúa y a 1,5 km de la vía Sucúa.

## Extensión
Tiene una área de 27.82 hectáreas de bosque

## Clima
La temperatura oscila desde los 18 a 32 grados.

## Flora
Entre sus principales características se puede encontrar un bosque de clima subtropical húmedo, se puede apreciar una gran variedad de flora desde los más grandes árboles hasta pequeñas hierbas. encontramos palmas, matapalos, caña guadua, helecho arbóreo, orquídeas, heliconias siendo este su principal atractivo, higuerón, guayusa , fibra, cedro.
La heliconia, el higuerón es un árbol de la familia de las moráceas el guarumo nombre común que reciben la mayor parte de las especies del género, cecropia, también conocidas como guarumo, la guayusa, planta nativa de la región amazónica, bueno como expectorante, diurética y contra problemas estomacales y digestivos.

## Fauna
En lo que concierne a la fauna se puede apreciar una gran variedad de mariposas, y varias especies de aves. Dentro de las facilidades que puede disfrutar el turista tenemos un centro de interpretación ambiental, con un museo faunístico, un sendero interpretativo, una torre de observación construida alrededor de un árbol de higuerón de 14 m de altura, el orquidiario con más de 250 especies de orquídeas y una área importante de jardinería.
- Datos: Q28502229